# Хундадзе, Георгий Романович
Георгий Романович Хундадзе (груз. გიორგი ხუნდაძე; 1905—1985) — советский учёный и педагог, врач-хирург, доктор медицинских наук (1953), профессор (1955). Заслуженный деятель науки Грузинской ССР (1961). Лауреат Государственной премии Грузинской ССР (1984). Директор Тбилисского государственного медицинского института (1954—1979).

## Биография
Родился 30 марта 1905 года в Тбилиси.
С 1924 по 1929 год обучался на медицинском факультете Тбилисского государственного университета.
С 1929 по 1933 год на клинической работе в медицинских учреждениях здравоохранения СССР. С 1933 по 1940 год на научной работе в Первом Ленинградском медицинском институте в клинике госпитальной хирургии. С 1940 по 1945 год а период Советско-финской и Великой Отечественной войн находился в рядах РККА в должностях: заведующий хирургического отделения и ведущий хирург эвакуационного госпиталя.
С 1946 по 1954 год на педагогической работе в Первом Ленинградском медицинском институте и Первом Московском государственном медицинском университете на преподавательских должностях на кафедре госпитальной хирургии, одновременно с педагогической занимался и научной деятельностью в МГНИИ скорой помощи имени Н. В. Склифосовского в должности заведующего экспериментально-хирургическим отделом.
С 1954 по 1985 год на педагогической работе в Тбилисском государственном медицинском институте в должностях: с 1954 по 1957 год — профессор второй кафедры хирургии, с 1957 по 1981 год — заведующий кафедрой анестезиологии и хирургии, с 1981 по 1985 год — консультант этой кафедры. Одновременно с 1954 по 1979 год — ректор этого института.

### Научно-педагогическая и общественно-политическая деятельность
Основная научно-педагогическая деятельность Г. Р. Хундадзе была связана с вопросами в области анестезиологии и проблем создания искусственного пищевода. При создании искусственного пищевода, под руководством Г. Р. Хундадзе, вместе с Б. А. Петровым была разработана методика мобилизации подвздошной и слепой кишки.
Г. Р. Хундадзе избирался членом ЦК КП Грузинской ССР и депутатом Верховного Совета Грузинской ССР и Тбилисского городского Совета депутатов трудящихся, а так же делегатом XXIII, XXIV и XXV съездов КП Грузинской ССР.
В 1953 году защитил диссертацию на соискание учёной степени доктор медицинских наук, в 1955 году ему было присвоено учёное звание профессор. Под руководством Г. Р. Хундадзе было написано около ста научных трудов, в том числе монографий. В 1961 году ему было присвоено почётное звание Заслуженный деятель науки Грузинской ССР, в 1984 году за цикл работ по анестезиологии и реаниматологии он становится лауреатом Государственной премии Грузинской ССР.
Скончался 21 ноября 1985 года в Тбилиси.

## Награды
- Орден Ленина
- Орден Октябрьской революции
- Орден Красной Звезды
- Медаль «За трудовую доблесть» (17.04.1940) — «за успешную работу и проявленную инициативу по укреплений обороноспособности нашей страны»